# Dysmachus safranboluticus
Dysmachus safranboluticus är en tvåvingeart som beskrevs av Hasbenli och Geller-grimm 1999. Dysmachus safranboluticus ingår i släktet Dysmachus och familjen rovflugor. Inga underarter finns listade i Catalogue of Life.